# Birgit Herdejürgen

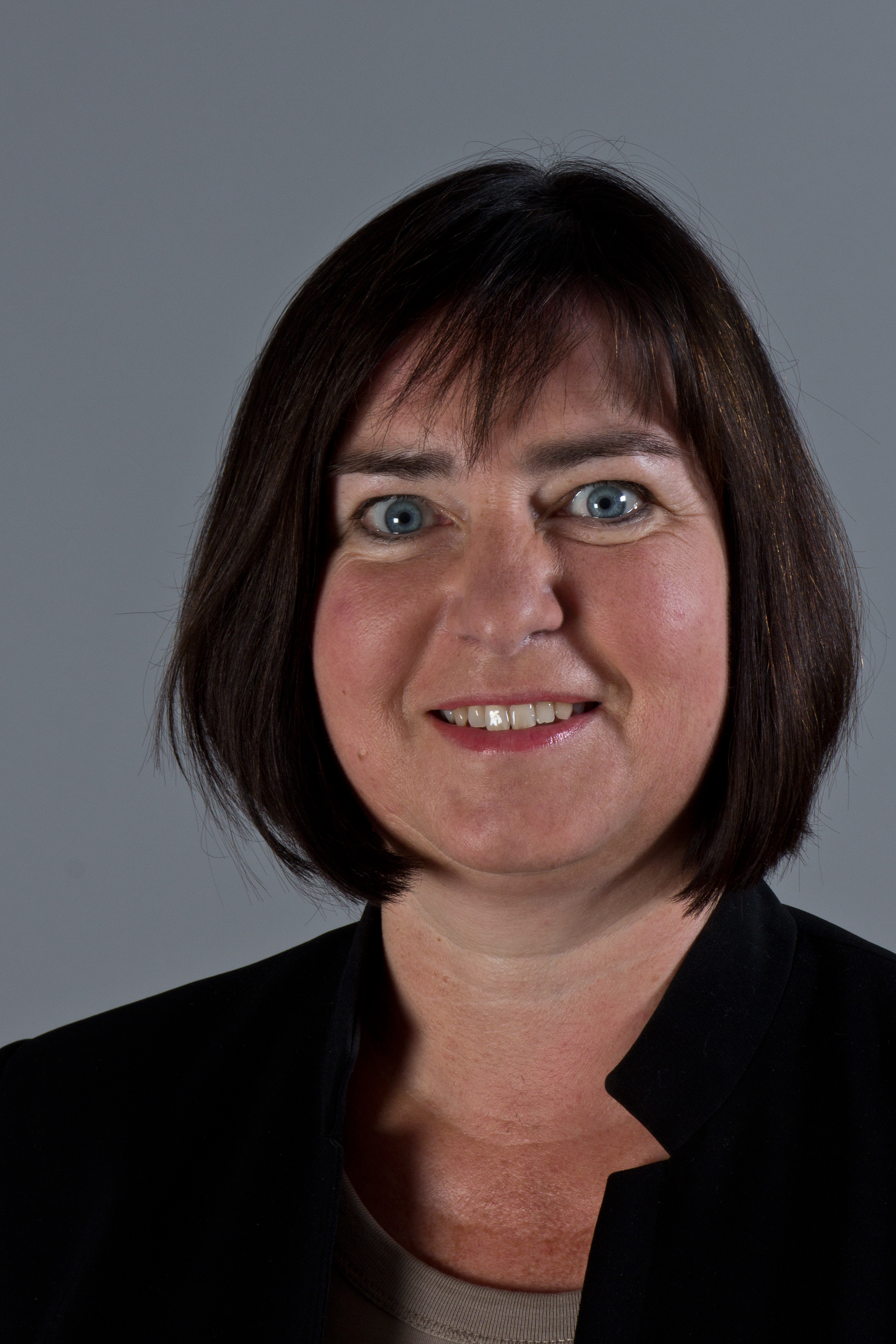
Birgit Herdejürgen, 2013

Birgit Herdejürgen (* 15. April 1965 in Nordenham) ist eine deutsche Politikerin (SPD) und Sozialökonomin. Sie ist seit 2000 Mitglied des Schleswig-Holsteinischen Landtags.

## Biografie

### Ausbildung, Beruf
Herdejürgen studierte nach dem Abitur ab 1984 Sozialökonomie an der Christian-Albrechts-Universität Kiel, welches sie 1989 als Diplom-Sozialökonomin beendete. Anschließend arbeitete sie beim Statistischen Landesamt in Kiel und wechselte 1991 zur Gesellschaft für Wirtschaftsförderung im Kreis Steinburg. Danach war sie von 1994 bis 1995 bei Gesellschaft für Technologieförderung im Kreis Steinburg und von 1995 bis 1998 in der Projektplanung und -begleitung im Rahmen einer Konversionsmaßnahme in Itzehoe tätig. Nebenberuflich studierte Birgit Herdejürgen von 1994 bis 1999 Sozialpädagogik an der Fachhochschule Kiel.
Herdejürgen ist verheiratet. Sie ist evangelischer Konfession.

### Politik
Herdejürgen trat 1991 in die SPD ein und gehörte von 1995 bis 2003 dem SPD-Kreisvorstand Steinburg an. Von 1998 bis 2012 war sie Vorsitzende des Kreisverbandes Steinburg der Arbeitsgemeinschaft sozialdemokratischer Frauen.
Sie gehörte von 1998 bis 2003 dem Kreistag des Kreises Steinburg an.
Seit 2000 ist sie Mitglied des Landtags von Schleswig-Holstein. Sie gehört dem Vorstand der SPD-Landtagsfraktion an und war 2005 bis 2012 finanzpolitische Sprecherin der Fraktion sowie Vorsitzende des Fraktionsarbeitskreises Finanzen. Sie gehörte dem Parlamentarischen Untersuchungsausschuss zur HSH Nordbank an. Seit 2012 ist sie Parlamentarische Geschäftsführerin ihrer Fraktion, Mitglied im Finanzausschuss sowie Mitglied im Ausschuss zur Vorbereitung der Wahl der Mitglieder des Landesverfassungsgerichts.
Herdejürgen ist 2000 als direkt gewählte Abgeordnete des Wahlkreises Steinburg-Ost und 2005, 2009, 2012, 2017 und 2022 über die Landesliste der SPD in den Landtag eingezogen.